# Альтенхоф (Мекленбург)
Альтенхоф (нем. Altenhof) — община в Германии, в земле Мекленбург-Передняя Померания.
Входит в состав района Мюриц. Подчиняется управлению Рёбель-Мюриц. Население составляет 379 человек (на 31 декабря 2010 года). Занимает площадь 16,58 км².